# Henggart
Henggart (gzu. Hänggert) – miejscowość i gmina (Politische Gemeinde) w północnej Szwajcarii, w kantonie Zurych, w okręgu (Bezirk) Andelfingen.

## Demografia
W Henggart mieszka 2257 osób. W 2021 roku 9% populacji gminy stanowiły osoby urodzone poza Szwajcarią.

## Transport
Przez teren gminy przebiegają autostrada A4 oraz drogi główne nr 15 i nr 514.